# Liceo classico statale Galileo
Il Liceo Classico Statale Galileo , già denominato Liceo-Ginnasio Statale Galileo, è uno dei licei classici più antichi d'Italia; ha sede a Firenze, in una parte dell'ex collegio degli Scolopi, con accesso da Via de' Martelli, 9.

## Storia
Nel 1775 gli Scolopi avevano acquistato un ampio edificio situato tra via de' Martelli e piazza San Lorenzo, con lo scopo di trasferirci la loro scuola, che prese in seguito il nome di Collegio degli Scolopi; la struttura risultava tuttavia insufficiente in quanto a grandezza, tanto che il 5 giugno del 1833 il Granduca Leopoldo II si recò a verificare personalmente la situazione, accordandosi con il Comune di Firenze per l'acquisto del palazzo attiguo all'edificio, appartenente alla famiglia Martelli. Nel 1838 i lavori erano stati completati, tuttavia gli spazi non ancora sufficienti portarono gli Scolopi a trasferire il loro istituto in un'altra sede dopo pochi decenni.
Nel 1878 gli Scolopi furono costretti a lasciare gran parte dell'edificio affinché potesse divenire sede di un regio ginnasio (il primo ginnasio statale della Toscana), che prese – mediante un decreto del ministro De Sanctis – il nome di Galileo; nel 1884 venne aggiunto anche il liceo, tuttavia il nuovo assetto divenne operativo solo a partire dal 6 novembre 1885. 
Nel 1908 gli Scolopi cedettero al Comune un ampio locale al secondo piano dell'edificio, con lo scopo di risolvere alcuni problemi di spazio che erano sopraggiunti; nello stesso anno furono svolti alcuni lavori che modificarono l'impianto originario della struttura e portarono alla creazione di una nuova entrata da piazza San Lorenzo. Oltre a ciò, fu demolita la sala delle Accademie e dei pubblici esperimenti, una stanza situata al primo piano con affreschi ottocenteschi.
Non ha invece subito particolari variazioni la scuola di Matematiche e filosofie, locale a pianta ottagonale al piano terreno, che è stato impiegato come sala per i professori; similmente, l'antico refettorio degli Scolopi è diventato una delle due palestre della scuola. 
Il liceo possiede due differenti biblioteche: la prima risale al Settecento ed è caratterizzata da un'antica struttura lignea; contemporaneamente, essa è usata anche come aula magna e luogo di ritrovo in caso di particolari attività o eventi. La seconda biblioteca è situata al piano terreno e conta circa 18.000 libri, dei quali 10.000 sono disponibili per la libera consultazione.
Il liceo possiede un'ampia collezione naturalistica (afferente a botanica, mineralogia e anatomia), creata per fini didattici intorno alla fine dell'Ottocento e caratterizzata da oltre quattrocento reperti, che comprendono anche alcuni modelli Brendel; tale collezione viene ancora utilizzata nel laboratorio di scienze presente all'interno della scuola.
Risale al medesimo periodo anche una collezione di strumenti scientifici, alcuni dei quali furono progettati - se non addirittura costruiti all'interno del liceo a cura del professore Alberto Eccher.; tra i vari oggetti, i quali principalmente sono macchine elettriche e apparecchiature di ottica o acustica, risultano: un mantice con canne acustiche; una pila di Volta; un tubo di Crookes; un galvanometro ad ago, montato in ottone; un anello di Pacinotti; un barometro olosterico; un termometro metallico di Breguet.
Il liceo è stato frequentato da figure assai rappresentative nel panorama italiano, tra cui lo scrittore Bruno Cicognani, il poeta e scrittore Mario Luzi, il saggista e anglista Mario Praz, il politico Giovanni Spadolini, lo storico Ernesto Ragionieri, il filosofo Eugenio Garin, l'astrofisica Margherita Hack, il giornalista e scrittore Tiziano Terzani, il cardiochirurgo Lucio Parenzan e la giornalista e scrittrice Oriana Fallaci; le pagelle e i documenti a loro relativi sono stati in gran parte recuperati nel corso del 2016.